# Putzmannsdorf
Putzmannsdorf ist eine Ortschaft, eine Katastralgemeinde und ein Stadtteil der Stadtgemeinde Ternitz im Bezirk Neunkirchen in Niederösterreich.

## Geografie
Das Ortszentrum von Putzmannsdorf liegt am linken Ufer der Schwarza, zwischen der Schwarza und der Südbahn. Östlich davon und am rechten Schwarzaufer befinden sich die neueren Siedlungsgebiete Richtung Pottschach und Grafenbach.
Nachbarorte, -ortschaften und -katastralgemeinden
| Buchbach (Gem./KG)                     |                                             | Pottschach (Ortsch./KG, Gem. Ternitz)                 |
| Liesling (Ortsch./KG, Gem. Buchbach)   | Kompassrose, die auf Nachbargemeinden zeigt |                                                       |
| Köttlach (Ortsch./KG, Gem. Enzenreith) |                                             | Grafenbach (Ortsch./KG, Gem. Grafenbach-St. Valentin) |

## Geschichte, Wirtschaft und Infrastruktur
Die Geschichte Putzmannsdorfs ist eng mit der Geschichte des Nachbarorts Pottschach verbunden. Von 1246 bis 1254 waren die Herren von Kranichberg auch Herren der Herrschaft Pottschach. Um 1250 saß auf der Burg Pottschach ein Dienstmann der Kranichberger mit dem Namen Potzmannus de Potschako (Potzmann von Pottschach). Diesem Potzmannus dürfte Putzmannsdorf seine Gründung und seinen Namen verdanken.
Putzmannsdorf war bis ins 19. Jahrhundert ein Bauerndorf mit 12 Häusern im Bereich der heutigen Straßen Fabriksstraße und Bauerngasse. Diese Zahl stieg seit 1832 stetig an:
| Jahr | Häuser | Einwohner |
| ---- | ------ | --------- |
| 1832 | 12     | 59        |
| 1880 | 22     | 175       |
| 1934 | 78     | 474       |
| 1951 | 114    | 589       |
| 1971 | 218    | 869       |
| 2001 | 337    | 762       |

Putzmannsdorf bildet eine eigene Katastralgemeinde. Als 1850 die Grundherrschaften abgeschafft wurden und Gemeinden entstanden, bildete Putzmannsdorf mit den Katastralgemeinden Pottschach und Holzweg die Ortsgemeinde Pottschach. Die wurde 1971 zu Ternitz eingemeindet, sodass Putzmannsdorf seither einen Stadtteil der Stadtgemeinde Ternitz bildet.
Der Anstieg der Bevölkerungszahl im 19. Jahrhundert hängt vor allem mit der Industrialisierung zusammen. 1875 erwarb Franz Burkhard die Hafingmühle am Werkskanal in Putzmannsdorf und richtete sie als Drahtzug ein. Nach seinem Tod wurde der Betrieb unter dem Namen Franz Burkhards Söhne weitergeführt und besteht bis heute.

## Kultur und Sehenswürdigkeiten
1906 wurde in Putzmannsdorf eine Dorfkapelle errichtet, welche dem hl. Nikolaus geweiht ist. 1969 wurde sie vergrößert und ist seither eine Filialkirche der Pfarre St. Valentin-Landschach.
Die Freiwillige Feuerwehr Ternitz-Putzmannsdorf wurde 1922 gegründet. Seit 1947 wird von ihr jährlich der Backhendl-Kirtag veranstaltet.